# Mejit
Mejit es un atolón de la cadena de Ratak de las Islas Marshall. El atolón tiene una superficie de tan solo 1.86 kilómetros cuadrados, la laguna del mismo se ha secado. 
Los habitantes de la isla cultivan frutos del árbol del pan y taro. Las particularidades de la isla son un mar de agua dulce único para la región con patos y el suministro de electricidad a los habitantes a través de energía solar fotovoltaica.
La isla principal tiene una pista de aterrizaje y despegue de 900 metros de largo y puede ser usada por avionetas que se acercan exclusivamente a las Islas Marshall.